# Wu (região)
Wu (吳) é a região na área de jiangnan (sul do Rio Yangtze), envolvendo Suzhou, na província chinesa de Jiangsu. É também a abreviatura de vários reinos e estados sediados em Wu. A maior cidade desta região é hoje em dia Shanghai.
Durante o período dos três reinos, foi sede de um dos Estados chineses, ao lado de Wei e Han.